# 단양 온달산성
단양 온달산성(丹陽 溫達山城)은 충청북도 단양군 영춘면, 남한강이 보이는 성산의 정상부근을 돌로 둘러쌓은 산성으로 1979년 7월 26일 대한민국의 사적 제264호로 지정되었다. 단양군의 고구려 관련 테마파크인 온달관광지에 속해있다. 매년 단양온달문화축제가 열린다.

## 개요
남한강이 보이는 성산의 정상부근을 돌로 둘러쌓은 산성이다. 온달산성은 고구려 평원왕(재위 559∼590)의 사위인 온달장군의 이야기가 이 지방에 전해오면서 붙여진 이름이다. 이 성이 언제 쌓아졌는지는 확실하지 않지만, 조선 전기에 이미 성산성이란 이름으로 있었던 기록이 있다.
벽의 안팎을 모두 비슷한 크기의 돌로 가지런히 쌓아 올린 둘레 683m의 소규모 산성이다. 성 안에는 삼국시대의 유물이 출토되며, 우물터가 남아있고, 성벽 바깥부분에는 사다리꼴 모양의 배수구가 있다. 남서쪽 문터의 형식과 동문의 돌출부는 한반도 고대 성곽에서는 드물게 보이는 양식으로 주목할 만하다.
성의 북동쪽 남한강의 강변 절벽 아래에는 온달굴이라는 석회암 동굴이 있고, 성을 바라보는 북쪽 강 건너의 산에도 온달과 관계되는 전설이 전해오고 있다. 성벽의 보존 상태가 좋아 축성법을 연구하는데 중요한 유적이기도 하다.
《삼국사기》의 기록에 의하면, 고구려 평원왕의 사위 온달 장군이 신라가 침입해 오자 이 성을 쌓고 분전하다가 전사하였다고 한다. 둘레는 683m, 동쪽 높이는 6m, 남·북쪽 높이는 7~8m, 서쪽 높이는 10m, 두께는 3~4m이다. 성 안에 우물터가 있고, 산 아래 남한강 변을 따라 절벽이 있는데, 이곳에 석회암 동굴이 있다.

## 같이 보기
- 온달
- 온달관광지

## 참고 자료
- 단양 온달산성 - 국가유산청 국가유산포털
- 이 문서에는 다음커뮤니케이션(현 카카오)에서 GFDL 또는 CC-SA 라이선스로 배포한 글로벌 세계대백과사전의 내용을 기초로 작성된 글이 포함되어 있습니다.